# 雙溪加株
双溪加株，位于新加坡北部。南邻蔡厝港和武吉班让，东邻兀兰、万里和中央集水区，北邻马来西亚，西邻林厝港和西部集水区。内部为工业为主。